# Réaction (politique)
Pour les articles homonymes, voir Réaction.

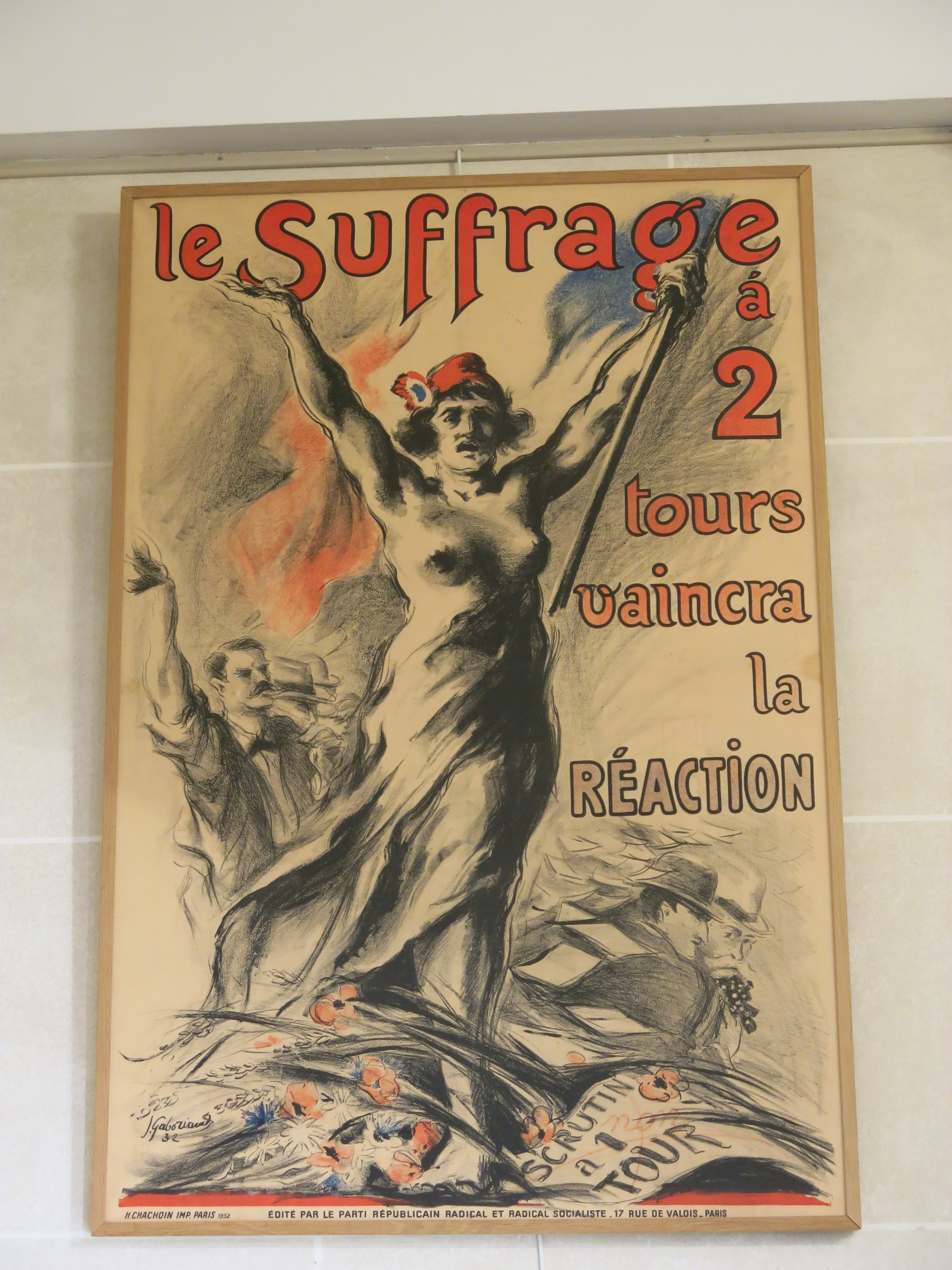
Affiche du Parti républicain, radical et radical-socialiste en faveur du suffrage universel à deux tours, datant de 1932.

Une réaction désigne la politique prônant et mettant en œuvre un retour à une situation passée réelle ou fantasmée, en révoquant une série de changements sociaux, moraux, économiques et politiques. Un partisan de la réaction est nommé « réactionnaire ». Le terme s'oppose à « progressiste ».
Le réactionnaire, par sa nostalgie du passé et sa vision décliniste de la société, se différencie du conservateur, même si le conservatisme rejette également les idéologies des Lumières (libéralisme, socialisme…). Le premier pense qu'il y a eu une rupture historique lourde de conséquences, tandis que le second croit en une nature humaine mauvaise et immuable,,.
La pensée réactionnaire rejette un présent perçu comme « décadent » et prône un retour vers un passé idéalisé. Le terme serait apparu au cours de la Révolution française de 1789, pour qualifier le mouvement s'opposant aux changements engagés par les révolutionnaires, et voulant revenir à l'Ancien Régime.
Si le terme désigne en premier lieu les contre-révolutionnaires, il peut aussi désigner les anti modernes ; dans ce dernier cas, le réactionnaire réagit contre les idées des Lumières et leur vision d'une nature humaine bonne ou perfectible,.
Harold Bernat définit la réaction comme « la préservation oppositionnelle d'une réalité menacée de disparition ».

## Sociologie politique
Dans Deux siècles de rhétorique réactionnaire (titre original : Rhetoric of reaction : perversity, futility, jeopardy), paru en 1991, Albert Hirschman propose une analyse des arguments réactionnaires développés principalement en France, en Angleterre et aux États-Unis, depuis la fin du XVIIIe siècle. Avec un certain pessimisme, il considère que chacune des trois principales étapes dans l'acquisition de nouveaux droits collectifs a été suivie de « contre-offensives idéologiques d'une force extraordinaire ». Ces conflits violents ont entraîné le naufrage de nombreuses propositions de réforme. Ces trois étapes sont celles identifiées par le sociologue britannique Thomas Humphrey Marshall en 1949 :
- Acquisition de droits civils : les luttes pour ces droits ont été engagées dès le XVIIIe siècle ; il s'agit de droits à la liberté de parole, à la liberté de religion, à l'égalité de tous devant la justice etc. ; ils sont condensés dans la doctrine des « droits de l'homme »[8] ;
- Acquisition de droits politiques : il s'agit de l'extension du droit de vote à un nombre croissant de citoyens et de citoyennes, jusqu'au suffrage universel ; la bataille pour ces droits est engagée dès le XIXe siècle ;
- Acquisition de droits sociaux et économiques, grâce à l'État-providence, au XXe siècle.

Une « rhétorique réactionnaire » s'est forgée selon Albert Hirschman à l'occasion de ces trois moments. La première thèse réactionnaire est celle de l'effet pervers du changement (perversity) : pour les partisans de cette thèse, une révolution produit uniquement des effets funestes, pires que le mal qu'elle prétend guérir ; la liberté gagnée grâce au combat révolutionnaire se retourne en tyrannie. Ce type de raisonnement a été mobilisé pour la première fois à la suite de la Révolution française de 1789 par des auteurs contre-révolutionnaires comme Edmund Burke et Joseph de Maistre ; il est réapparu sous de nouvelles formes par la suite.
La deuxième thèse réactionnaire est celle de l'inutilité du changement politique (futility) ; A. O. Hirschman en attribue la paternité à Alexis de Tocqueville qui, en insistant sur les similitudes entre certaines structures de l'Ancien Régime et des réformes mises en place par les révolutionnaires, suggère que la Révolution française était vaine, puisqu'elle n'a pas apporté de réelle transformation sociale. La formule d'Alphonse Karr en 1849, « plus ça change et plus c'est la même chose », condense cet argument réactionnaire.
Selon la troisième thèse réactionnaire, une nouvelle réforme mettrait en danger des droits conquis de haute lutte antérieurement et menacerait le consensus social (jeopardy). Elle a été mobilisée notamment dans l'Angleterre du XIXe siècle par les tories (les conservateurs) pour contrer leurs adversaires whigs ; « à chaque nouvelle proposition d'élargissement du suffrage ils proclamaient la ruine proche de la Constitution anglaise et des libertés traditionnelles par le pouvoir venu d'en bas ».

## Les «nouveaux réactionnaires» en France
Récemment en France, l'expression « nouveaux réactionnaires » a été utilisée par Maurice Maschino du Monde diplomatique, en 2002, les personnes publiques concernées en France sont ainsi : Alain Finkielkraut, Éric Zemmour, Ivan Rioufol, Pascal Bruckner, Alexandre Adler, Philippe Muray, Pierre-André Taguieff, Shmuel Trigano, Régis Debray, Luc Ferry, ainsi que les écrivains Michel Houellebecq et Maurice Dantec, auxquels il ajoute des publications telles que Marianne, Causeur ou la revue Panoramiques.
Cette expression s'est également imposée dans l'usage à la suite de la parution en 2002 du pamphlet de Daniel Lindenberg Le Rappel à l'ordre : Enquête sur les nouveaux réactionnaires, qui analyse le cas de plusieurs intellectuels français.

## Usage polémique
Le terme « réactionnaire » est parfois utilisé, dans un contexte polémique, pour désigner de manière péjorative une personne s'opposant à certains changements de la société. C'était dans les régimes communistes une insulte adressée aux dissidents et aux démocraties libérales occidentales. Dans L'Opium des intellectuels (1955), le philosophe français Raymond Aron note également que le terme de réaction peut servir à forger un ennemi imaginaire pour faciliter la cohésion d'un camp politique. Il écrit par exemple que « radicaux et socialistes ne se sont réellement accordés que contre un ennemi insaisissable, la réaction ».
L'accusation de réactionnaire est parfois retournée contre des mouvements qui s'identifient comme progressistes, comme le mouvement anti-OGM.
Le mot « réac » désigne péjorativement toute personne identifiée comme réactionnaire qui s'oppose aux idéaux qui se veulent progressistes.